# Estancia (New Mexico)
Estancia is een plaats (town) in de Amerikaanse staat New Mexico, en valt bestuurlijk gezien onder Torrance County.

## Demografie
Bij de volkstelling in 2000 werd het aantal inwoners vastgesteld op 1584.
In 2006 is het aantal inwoners door het United States Census Bureau geschat op 1551, een daling van 33 (-2.1%).

## Geografie
Volgens het United States Census Bureau beslaat de plaats een oppervlakte van
14,9 km², waarvan 14,8 km² land en 0,1 km² water. Estancia ligt op ongeveer 1875 m boven zeeniveau.

## Plaatsen in de nabije omgeving
De onderstaande figuur toont nabijgelegen plaatsen in een straal van 28 km rond Estancia.